# 야마시타 미즈키
야마시타 미즈키(山下 美月, 1999년 7월 26일 ~ )는 일본의 가수, 배우, 모델이다. 걸 그룹 전 노기자카46의 멤버이다.